# Lovačko udruženje Krupanj
Lovačko udruženje "Krupanj", sa sedištem u Krupnju, gazduje lovištem "Jagodnja" ukupne površine 31.282 ha, od čega lovne površine obuhvataju 27.638 ha. Udruženje ima 366 aktivnih članova.

## Lov u prošlosti
U toku arheoloških istraživanaja u Rađevini pronađeno je dosta predmeta kojima se čovek služio u različitim periodima svoga razvoja. Iz paleolitskog perioda pronađeni su u novije vreme nalazi samo u Cerovačkoj pećini. To su kosti većih životinja kao i ostaci oružja, međutim, istraživanja još uvek nisu okončana.
Oružje od kamena u paleolitu bilo je od pritesanog kamena; u neolitu od kamena bilo je od poluuglačanog i glačanog kamena (lok. "Busija"- Banjevac), a u prelaznom peridu u metalnom dobu oružje od kamena bilo je od glačanog bušenog kamena (lok. "Ćetenište"- Tolisavac). Danas se u Narodnom muzeju u Beogradu, Narodnom muzeju Šabac i Muzejskoj zbirci Aleksandra Đurđeva iz Krupnja čuvaju zbirke kamenih sekira iz Rađevine.
Korist od lova bila je hrana, krzno i kosti. Od kosti su se pravile igle, čekići, strele, nakit i dosta toga drugog. Posebnu ulogu imali su životinjski rogovi, koji su pored oružja dosta korišćeni u prvobitnom rudarstvu u Rađevini.
U starom veku lov poprima obeležje sporta i vežbe za ratovanje, mada korist od lova i tada je bila vrlo važna u čovekovom životu. U rimskom periodu lovilo se najviše strelom i kopljem.
U srednjem veku lov je postao sport i zabava gospodara, a običnim građanima je bio zabranjen. U Rađevini, u selu Dvorska postoje dvori-ostaci dvora u koji je prema legendi dolazio kralj Dragutin radi lova i odmora.

## Osnivanje Lovačkog udruženja "Krupanj"
Godine 1896. osnovan je savez lovačkih udruženja Kraljevine Srbije. Odmah po njenom osnivanju u Srbiji raste broj lovaca koji se udružuju u lovačka udruženja.
Iz lista "Lovac" koji od 1898. godine postaje vlasništvo Saveza, saznajemo da je u Krupnju 10. oktobra 1898. godine osnovano udruženje.
Ovo prvo lovačko udruženje brojalo je 30 članova, a negov prvi predsednik bio je gospodin Anta Ivanović - načelnik sreza.
Da bi se imao što potpuniji uvid i mogli raspoznati punopravni od bespravnih lovaca, Savez izrađuje jednoobrazne lovačke karte. One su već 1898. godine poslate članovima svih udruženja, a 1899. je izrađena i lovačka značka „kokarda”, koju su lovci mogli nositi stalno ili u svečanim prilikama.
Nakon zbora održanog u Nišu 1899. gde su doneti neki zaključci koji su važili za sva lovačka udruženja, u Krupnju je 4. oktobra 1899. godine obrazovano Savezno lovačko udruženje koje je imalo 21 člana. Za predsednika udruženja izabran je Trivun Simonović, za potpredsednika Petar M. Ivanović.
Na zboru održanom 1901. godine dolazi do promene u upravi i za predsednika je Anta Ivanović, dok je potpredsednik ostao isti.

## Udruženje u periodu od 1920. do 1941.
Posle višegodišnjeg ratovanja u kojem je veći broj lovaca iz Krupnja i Rađevine izgubio živote, preko dnevne štampe 1920. godine pozvana su sva lovačka udruženja da obnove svoj rad i učestvuju u obnovi rada Saveza.
U periodu od 1920. do 1929. godine došlo je do rascepa Saveza uz mnoge polemike i prepucavanja. 
Posle Prvog svetskog rata udruženje obnavlja rad krajem 1923. godine sa 29 članova, skoro u istom broju kao i pri osnivanju 1898. godine. 
Krupanjsko lovačko udruženje se u ovom periodu održalo i ono je 1929. godine izabralo sebi novo rukovodstvo. Za predsednika Lovačkog udruženja izabran je Milan Milićević, za članove odbora Nikola Orkić, Cvetko Jeremić i Žika Živanović.
U periodu od 1929. do 1941. godine u Rađevini lovio je svaki član društva kako je hteo, s tim da je svaki član bio u obavezi da plaća članarinu. 
1931. godine lovačko udruženje je imalo 32 člana, 1934. 42, a pred početak rata 1941. bio je 31 lovac. 
U periodu od 1936. do 1941. lovačko društvo u Krupnju je povećalo broj članova. 
Godine 1941. počeo je Drugi svetski rat. Puške su svima oduzete i tada je prestalo da se lovi sve do 1945.

## Udruženje u periodu od 1945. do 1970.
Posle Drugog svetskog rata u kome je opet dosta lovaca iz Rađevine stradalo, Lovačko društvo u Krupnju obnavlja svoj rad pod rukovodstvom predsednika Lovačkog društva Vase Petrovića - Kolara. Dozvola za lov, kao i oružje dobijalo se u vojnoj komandi mesta. 
Godine 1950. skupština Saveza lovačkog društva NR Srbije donela je sledeće odredbe:
- Određuje se kontigent odstrela u odnosu na veličinu lovišta i broj članova lovačkog društva.
- Ustanovljuju se lovni dani, samo nedeljom i državnim praznikom. 
- Organizuje se kolektivni otkup i prodaja divljači. 
Pored navedenog, do 1960. godine dolazi do većih organizacionih promena, a 1960. godine Lovački savez Srbije postavlja jedan krupan zadatak - izdejstvovati od narodnih odbora opština, da se obrazuju lovišta po lovno - privrednom principu i da se dodele lovačkim društvima.
1963. godine umro je dugogodišnji predsednik Lovačkog društva "Krupanj " Milan Milićević. 
Lovište lovačke organizacije - Lovačkog društva "Krupanj " u Krupnju izdvojeno je 1965. godine odlukom SO Krupanj. Tada se po prvi put počinju da sprovode biološko - tehnički radovi.

## Udruženje u periodu od 1970. do 1992.
Godine 1972. uvedena je dodatna članarina od pet dinara po lovcu namenjena naučno-istraživačkom radu u lovstvu.
Zakonom o lovstvu SR Srbije donetom krajem 1976. godine sva lovačka društva ostala su bez lovišta. Tim zakonom lovišta su pripadala društveno-političkim zajednicama.
Lovačko društvo "Krupanj" u Krupnju registrovano je kod nadležnog organa 24. aprila 1979. godine koje objedinjuje lovačka društva: Krupanj, Zavlaka i Bela Crkva.
Godine 1987. Lovačko društvo "Krupanj" imalo je 530 aktivnih članova.
Godine 1991. društvo je brojalo 492 člana i to: sekcija Krupanj 283 člana, sekcija Zavlaka 103 člana i sekcija Bela Crkva 80 članova i ostalih 20 članova.

## Udruženje u peridu od 1993. do 1998.
1993. godine Narodna Skupština Republike Srbije donosi novi zakon o lovstu kojim se uređuje zaštita, gajenje, lov i korišćenje divljači kao prirodnog bogatstva. Prirodna bogastva su državna svojina. Donetim Zakonom pred dotadašnje lovačko društvo se postavlja niz obaveza za usklađivanje rada i poslova. Od Ministarstva poljoprivrede, šumarstva i vodoprivrede, kao nadležnog za poslove lovstva, donosi se i niz podzakonskih akata: 
- Obzirom da je jedan od osnovnih zahteva da Udruženje može gazdovati lovištem, da ima profesionalnu lovačku službu u radnom odnosu u septembru 1994. godine prima se lovočuvar u radni odnos. U početku je to bio Tešić Zoran iz Krupnja, a posle njegovog napuštanja od novembra do septembra 1995. godine ove poslove obavlja Mihailović Radovan iz Krupnja. 
- U februaru i martu 1995. godine menja se Statut. Lovačko društvo postaje Lovačko udruženje i vrši se preregistracija kod Ministarstva unutrašnjih poslova. U skladu sa navedenim statutom aprila 1995. godine sprovode se komplentni izbori za sve organe i tela Udruženja. Na sastancima sekcija za predsednike sekcija izabrani su: Ljubinković Zoran - sekcija Zavlaka, Pantelić Radovan - sekcija Krupanj i Masalović Ljubomir - sekcija Krupanj. Tajnim glasanje na Skupštini udruženja održanoj 9. aprila 1995. godine od dva predložena kandidata za predsednika Udruženja izabran je Živanović Pavle iz Krupnja. 
- Shodno Zakonu o lovstvu obezbeđeno je obavljanje stručnih poslova za potrebe udruženja, i to sklapanjem odgovarajućeg ugovora sa Veterinarskom stanicom u Krupnju. Direktor Veterinarske stanice svojim Rešenjem određuje lice koje će za Udruženje obavljati potrebne poslove i to veterinarskog tehničara Stajčić Zorana iz Krupnja. 
- Po donošenju Rešenja o ustanovljenju lovista "Jagodnja" od strane nadležnog Ministarstva, aktivnost se usmerava u dva pravca: 
- - Vrše se sve pripreme za konkurisanje za navedeno lovište;
- - Nadležnom Ministarstvu i Lovačkom savezu Srbije se ulaže prigovor za ispravke granica lovišta.

- Sprovode se druge mere i aktivnostiu skladu sa Zakonom i propisima donetim na osnovu njega. 

## Upravljanje lovištem
U međuvremenu se u udruženju sprovode sve potrebne mere na gazdovanju i upravljanju lovištem, vrši se zaštita divljači i njeno ponovno unošenje u lovište. U skladu sa važećom lovno-privrednom osnovom donose se Godišnji planovi gazdovanja lovištem koji se uglavnom i sprovode u najvećoj meri. Osnovna obeležja gazdovanja lovištem i izvršavanjem lova za ovaj period su sledeća:
1. Uništavanje pasa i mačaka lutalica
2. Unosi se fazanska divljač. Do 1996. godine nabavljani su i puštani fazanski pilići starosti 7-8 nedelja, a od 1997. godine puštaju se odrasli fazani
3. Jarebice se ne love
4. Srneća divljač ponovo nastanjuje sve delove lovišta
5. Divlje svinje su u ovom periodu neprekidno prisutne u lovištu i lov na njih se organizuje u periodu avgust-januar
6. Brojno stanje zeca je u granicama kapaciteta lovišta i on se u ovom lovištu lovi po kalendaru lova
7. Lisica se intezivno lovi kako za vreme sezone lova na drugu divljač tako i posebno
8. Ostala divljač se lovi u manjem obimu uglavnom po kalendaru lova
9. Vode se posebne lovne evidencije, prihranjuje divljač, prebrojava i prati njeno kretanje u lovištu
10. Svi slučajevi lovokradje su dospeli pred disciplinsku komisiju, a teži slučajevi i pred nadležni sud

| Broj unete fazanske divljači po godinama | Fazanski pilići od 8 nedelja | Odrasli fazani |
| ---------------------------------------- | ---------------------------- | -------------- |
| 1993                                     | 300                          | /              |
| 1994                                     | /                            | /              |
| 1995                                     | 1000                         | /              |
| 1996                                     | 1000                         | 150            |
| 1997                                     | /                            | 250            |
| 1998                                     | /                            | 400            |

## Galerija
- Fazan
- Mladi fazani
- Tek izlegli fazan
- Divlje svinje
- Srna
- Zec